# Apaseo el Grande
Apaseo el Grande è una città e municipalità del Messico, situata nello stato federato di Guanajuato.